# Philipp Bouhler
Philipp Bouhler (ur. 11 września 1899 w Monachium, zm. 19 maja 1945 na terenie obozu KL Dachau) – niemiecki urzędnik, działacz partyjny, cenzor, wydawca, pisarz i wojskowy, SS-Obergruppenführer, Reichsleiter, kwatermistrz NSDAP (1925–1934), szef Kancelarii Wodza NSDAP (1934–1945), przewodniczący Oficjalnej Komisji Inspekcyjnej NSDAP dla Ochrony Literatury Narodowosocjalistycznej (1936–1945), poseł do Reichstagu i kierownik Akcji T4, programu „eutanazji” osób upośledzonych, zbrodniarz wojenny. Po pojmaniu przez aliantów popełnił samobójstwo. Uczestnik I wojny światowej.

## Życiorys
Bouhler urodził się w Monachium jako syn emerytowanego pułkownika. Spędził 5 lat w Bawarskim Królewskim Korpusie Kadetów. Brał udział w I wojnie światowej, w której został ciężko ranny. W latach 1919–1920 studiował filozofię przez cztery semestry, a w 1921 został współpracownikiem wydawnictwa, w którym wychodził Völkischer Beobachter. Jesienią 1922 został drugim sekretarzem NSDAP. Po fiasku puczu monachijskiego, a po reaktywowaniu NSDAP w 1925 został kwatermistrzem NSDAP. Po przejęciu władzy w 1933, został członkiem Reichstagu z Westfalii i mianowany Reichsleiterem NSDAP.
Rok później, został szefem policji w Monachium, a po miesiącu na tym stanowisku został powołany na stanowisko szefa kancelarii Adolfa Hitlera, urzędu utworzonego 17 listopada 1934. Był także przewodniczącym Oficjalnej Komisji Inspekcyjnej NSDAP dla Ochrony Literatury Narodowosocjalistycznej (Oficjalna nazwa niemiecka to: Der Chef der Kanzlei des Führers und Vorsitzender der Parteiamtlichen Prüfungskommission zum Schutze des NS-Schrifttums), która decydowała, jakie dzieła są odpowiednie dla nazistowskiej społeczności.
Urząd Bouhlera odpowiadał za korespondencję przychodzącą do Hitlera. Zajmował się listami od zwykłych ludzi zawierających prośby o pomoc materialną, pomoc w zdobyciu pracy, o łaskę, ponowne przyjęcie do lub życzenia urodzinowe dla Hitlera. Dodatkowo był odpowiedzialny za prywatną korespondencję Hitlera.
Bouhler był także odpowiedzialny za zabijanie ludzi. Nadzorował rozwój i wdrożenie nazistowskiego programu eutanazji („Aktion T4"), nastawionego na eksterminację ludzi chorych psychicznie i niepełnosprawnych. Próbowano różnych metod zabijania.  Wiedza zdobyta w czasie trwania Akcji T4 została wykorzystana podczas Akcji Reinhardt przeprowadzonej w ramach tzw. Endlösung (ostatecznego rozwiązania kwestii żydowskiej).
W 1942 Bouhler wydał książkę Napoleon – Kometenpfad eines Genies (względnie Napoleon – Kometenbahn eines Genies, pol. Napoleon. Błyskawiczny wzlot geniusza), która stała się jedną z ulubionych lektur Hitlera. Wydał także publikację narodowo-socjalistyczną Kampf für Deutschland (Walka dla Niemiec) w 1938.
Bouhler wraz z żoną popełnili samobójstwo 19 maja 1945 zaraz po aresztowaniu przez oddziały amerykańskie i przewiezieniu do KL Dachau, który był używany jako więzienie dla nazistów po wyzwoleniu go przez Amerykanów pod koniec II wojny światowej.